# Koziarnia (jaskinia)
Koziarnia – jaskinia położona w Dolinie Sąspowskiej na terenie Ojcowskiego Parku Narodowego. Znajduje się w skałach Koziarnia, w orograficznie lewych zboczach wąwozu Koziarnia, będącym lewym odgałęzieniem Doliny Sąspowskiej. Jaskinia posiada dużą komorę wejściową, od której prowadzi szeroki korytarz z dwoma odgałęzieniami po lewej stronie. Osady w przyotworowej części jaskini zostały zniszczone w 1877 podczas eksploatacji guana nietoperzy.

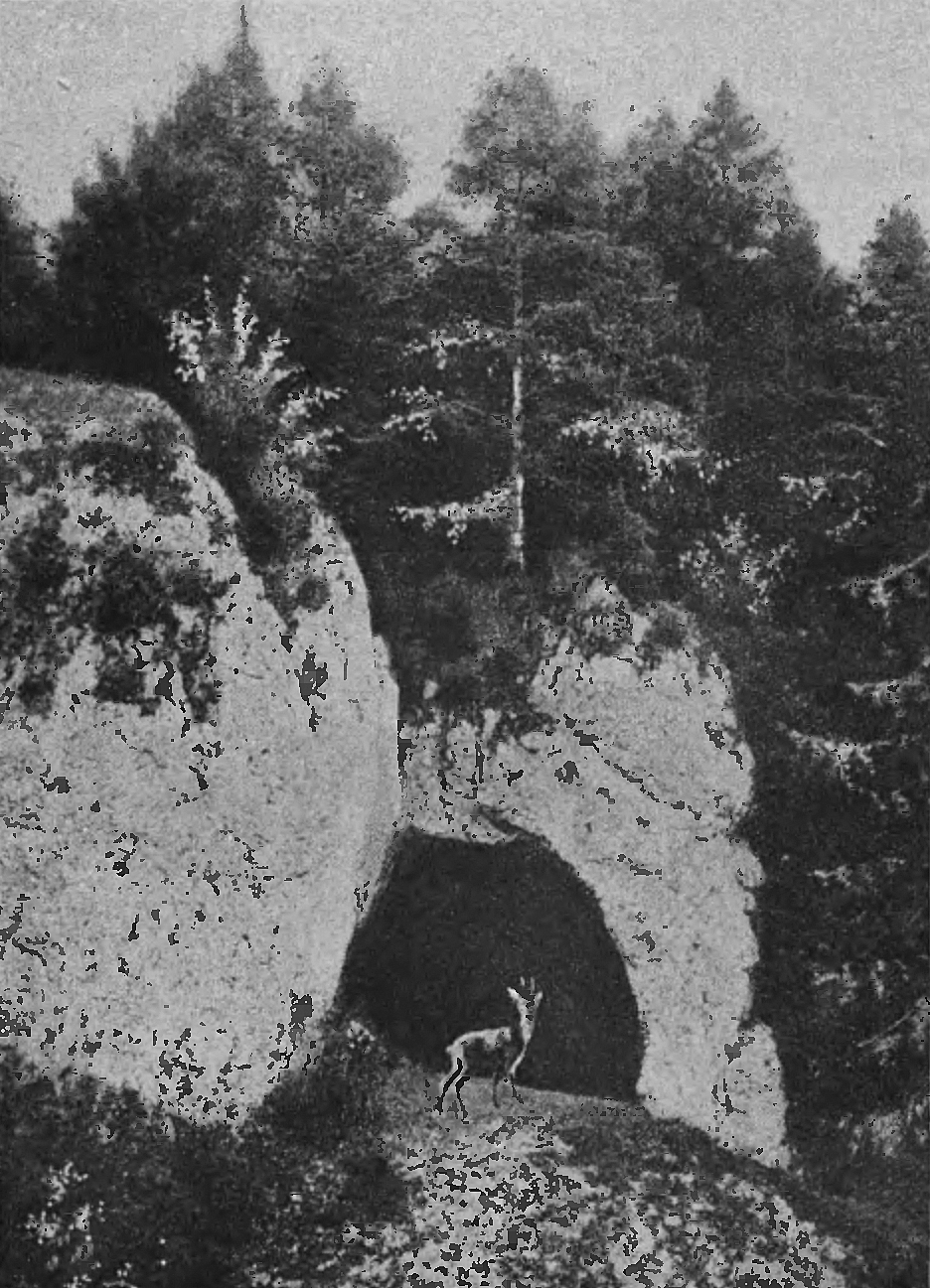
Jaskinia w 1916

## Historia
Według legendy nazwa jaskini pochodzi od tego, że w 1812 r. podczas wojen napoleońskich w jaskini tej Francuzi trzymali kozy. Hugo Kołłątaj jednak podaje, że Koziarnią nazwali ją miejscowi mieszkańcy dlatego, że czasowo przetrzymywali w niej kozy i owce. Nadaje się dobrze do tego celu, gdyż jest przestronna i ma równe podłoże. W czasie I wojny światowej okoliczna ludność wykorzystywała ją jako schron w czasie działań wojennych.
Podczas I wojny światowej w listopadzie 1914 miejscowa ludność ukrywała się w jaskini
Badania prowadzone w latach 1956–1963 dostarczyły licznych znalezisk krzemiennych, reprezentujących kultury paleolityczne: jerzmanowicką i prądnicko-mikocką. Odkryte fragmenty ceramiki neolitycznej przynależą do kultur ceramiki wstęgowej rytej, lendzielskiej i ceramiki promienistej. W jaskini odkryto także liczne szczątki zwierząt z okresu ostatniego zlodowacenia. Najliczniejsze były kości niedźwiedzia jaskiniowego, poza tym były kości hieny jaskiniowej, łosia, sarny, jelenia, borsuka i dzika.
W jaskini znajduje się komora sejsmografów. Wejście do jaskinie jest niedostępne do zwiedzania i zabezpieczone kratą.
Nieopodal jaskini znajduje się willa „Koziarnia” (inaczej „Polska Szwajcaria”). W latach 1990—2014 mieściło się w niej Obserwatorium Sejsmologiczne Instytutu Geofizyki PAN.

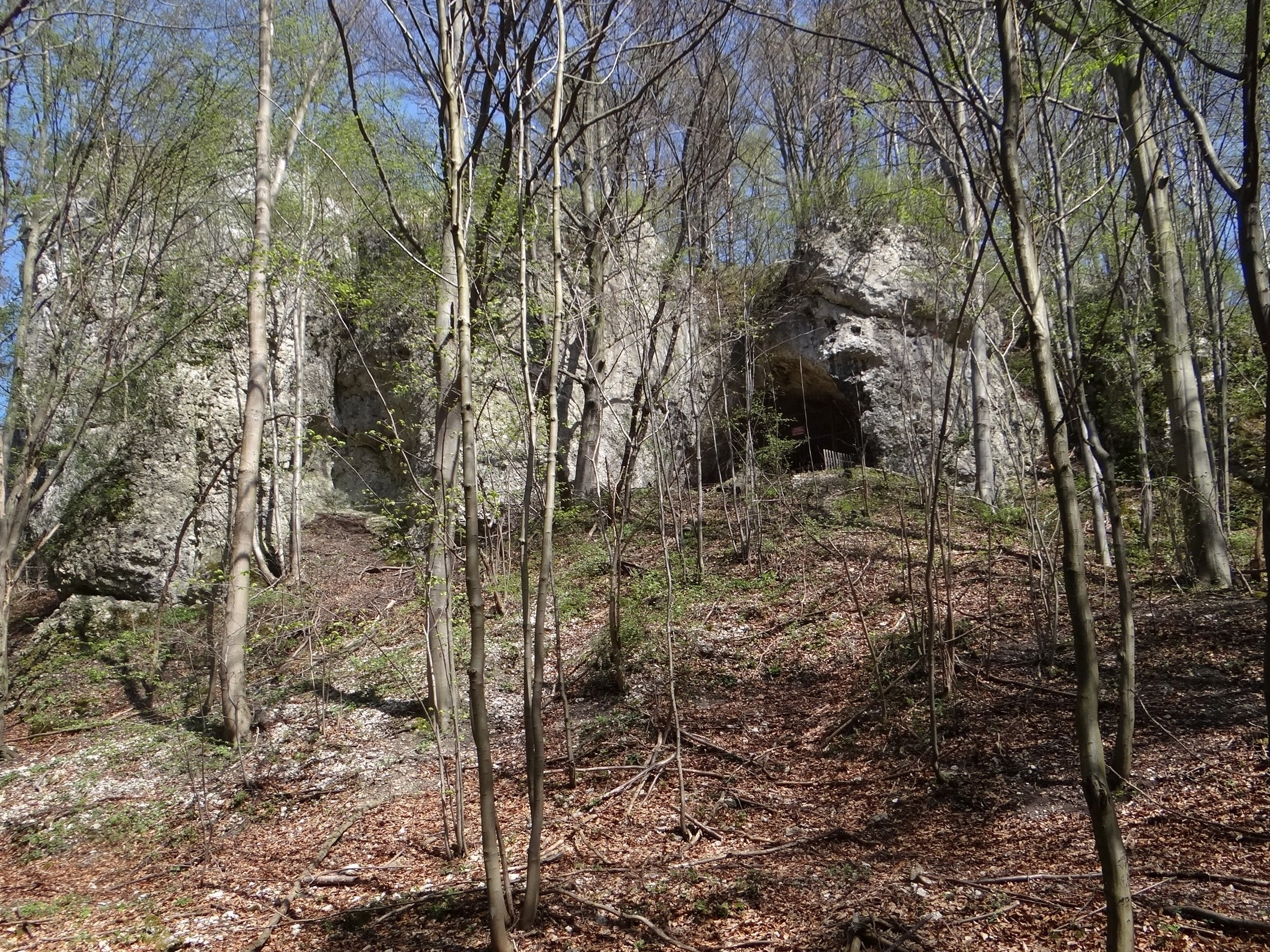
Skała Koziarnia z wylotem jaskini
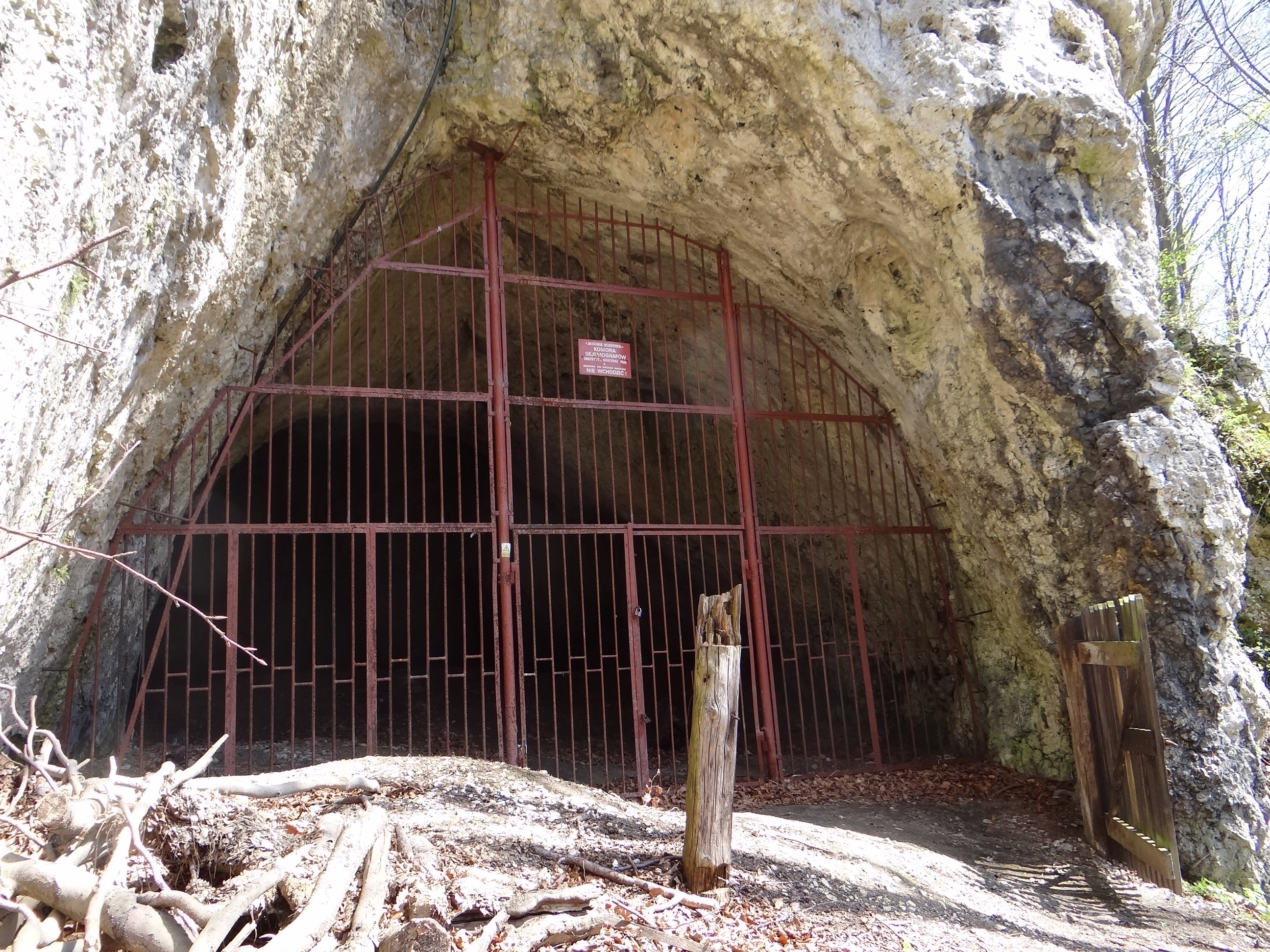
Zamknięty kratą wylot jaskini Koziarnia
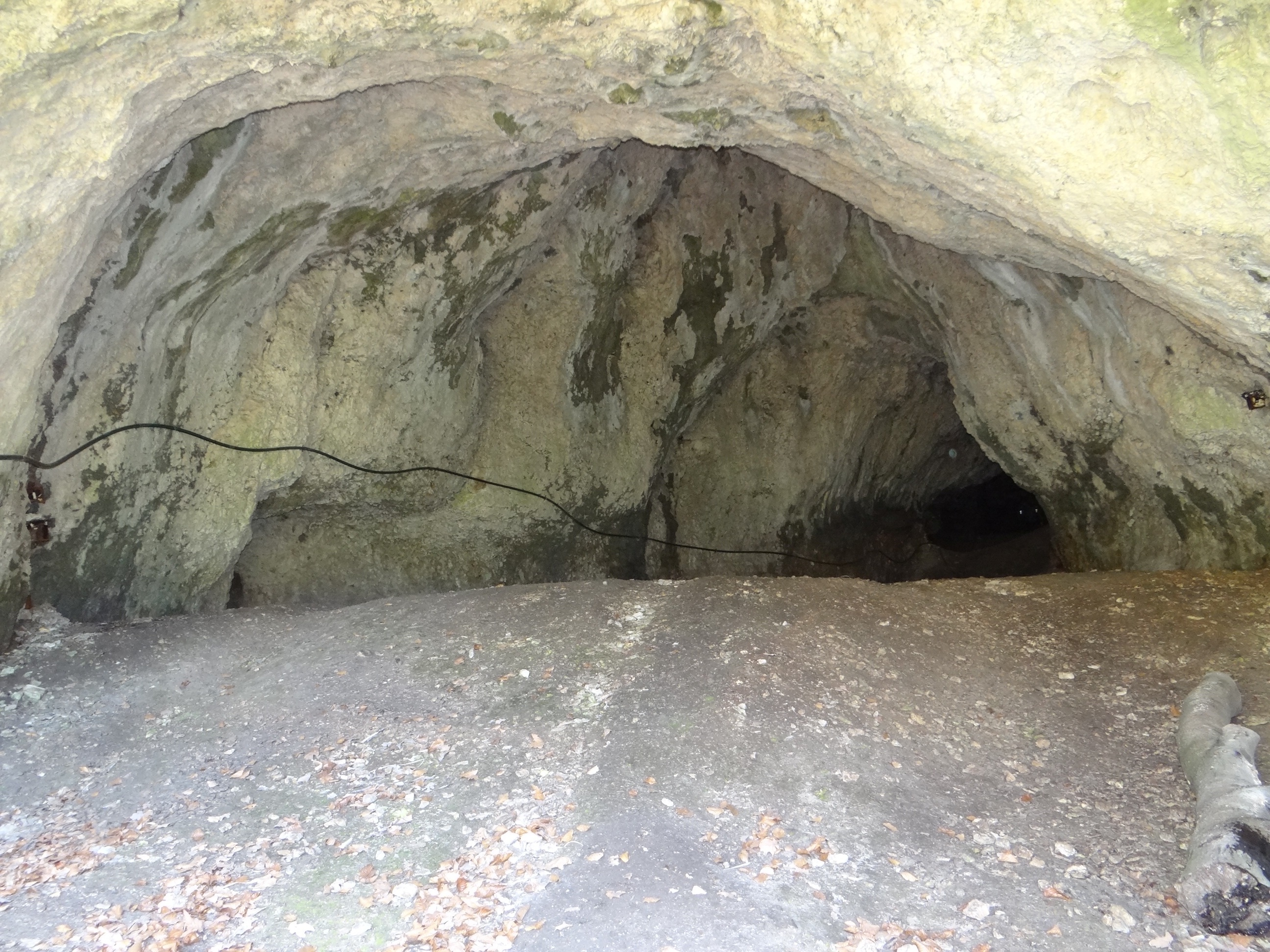
Komora w wylocie jaskini